# Verzetsmonument De Zwarte Plak
Het verzetsmonument De Zwarte Plak aan de spoorbaan langs de Griendtveenseweg in America (Limburg) is een monument ter ere van het verzet op de Zwarte Plak.  
Op 5 september (Dolle dinsdag) saboteerden de verzetsmensen Alfons de Bruin en Martin van de Einden de spoorlijn, die hier langs liep. Ze werden echter op heterdaad betrapt door Duitse militairen die de twee ter plekke doodsloegen. Op die plaats is het monument opgericht.
De slachtoffers van de Tweede Wereldoorlog in het algemeen en de verzetsgroep “De Zwarte Plak” in het bijzonder, worden hier jaarlijks op 4 mei bij de herdenkingsmuur geëerd en herdacht. Op de muur is een tweetal plaquettes aangebracht met daarop de namen van de verzetsstrijders die tijdens de oorlog op de Zwarte Plak en omgeving het leven lieten:
Frits de Bruijn, Mart van den Eijnde, J.G. Poels, Past. Henri Vullinghs, M.A.H. Bouman, N.C. v. Oosterhout, C.K. Noordermeer, L.A. Lansdorp, H.G. Driessen, J.M. Starren en G.W. Ahout.
“De Zwarte Plak” was een van de vele verzetsgroepen in Nederland. Hun centrale was de Antoniushoeve van de familie Poels. Over het verzet op en rond de Zwarte Plak zijn verschillende boeken en krantenartikelen in de publiciteit verschenen.